# Джардини-Наксос
Джардѝни-На̀ксос (на италиански: Giardini-Naxos, на сицилиански Giaddini, Джадини) е морски курортен град и община в Южна Италия, провинция Месина, автономен регион и остров Сицилия. Разположен е на брега на Йонийско море, на месинския пролив. Населението на общината е 9430 души (към 2013 г.).